# Kemari

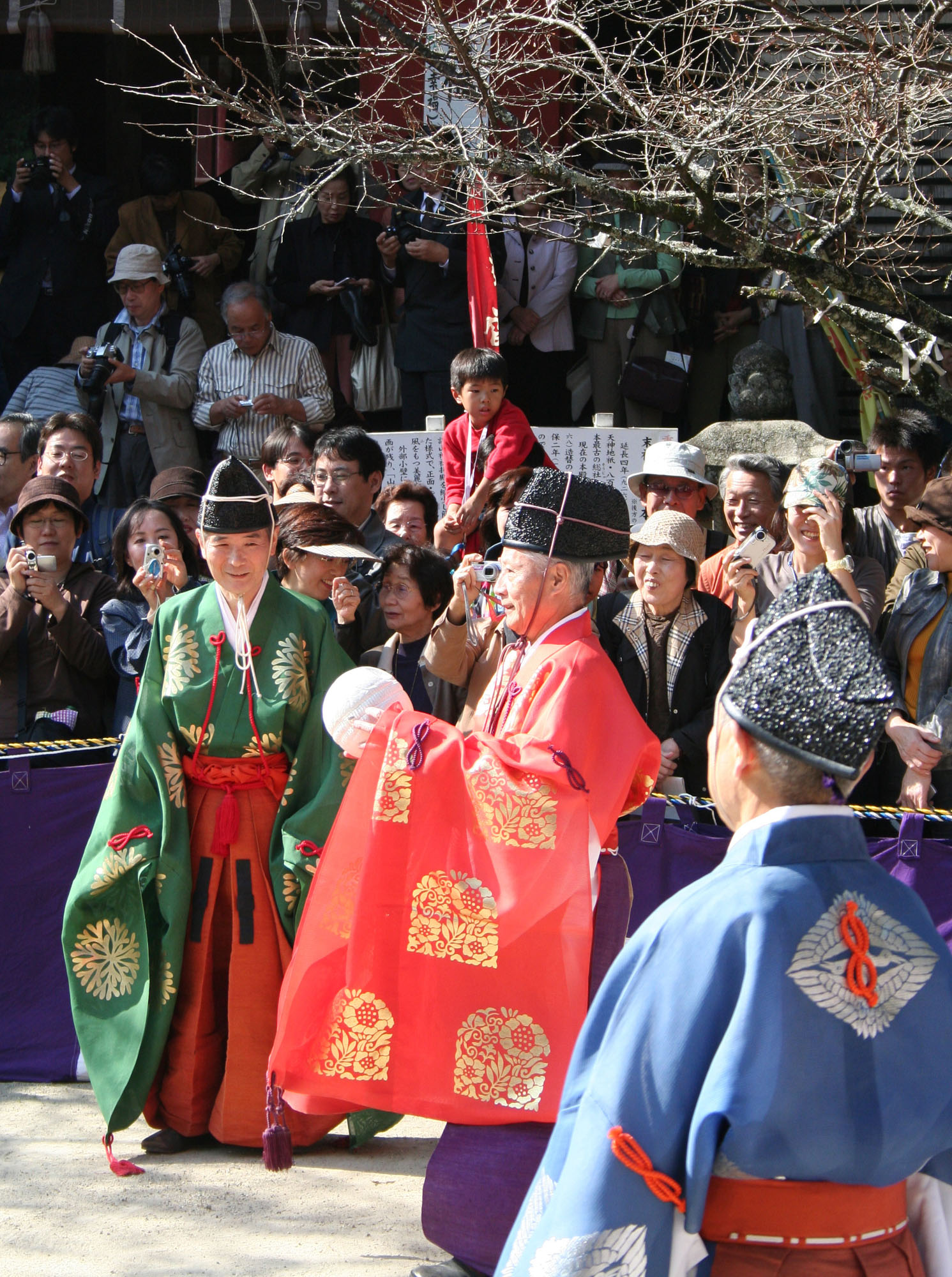
Partit de kemari al Temple Tanzan

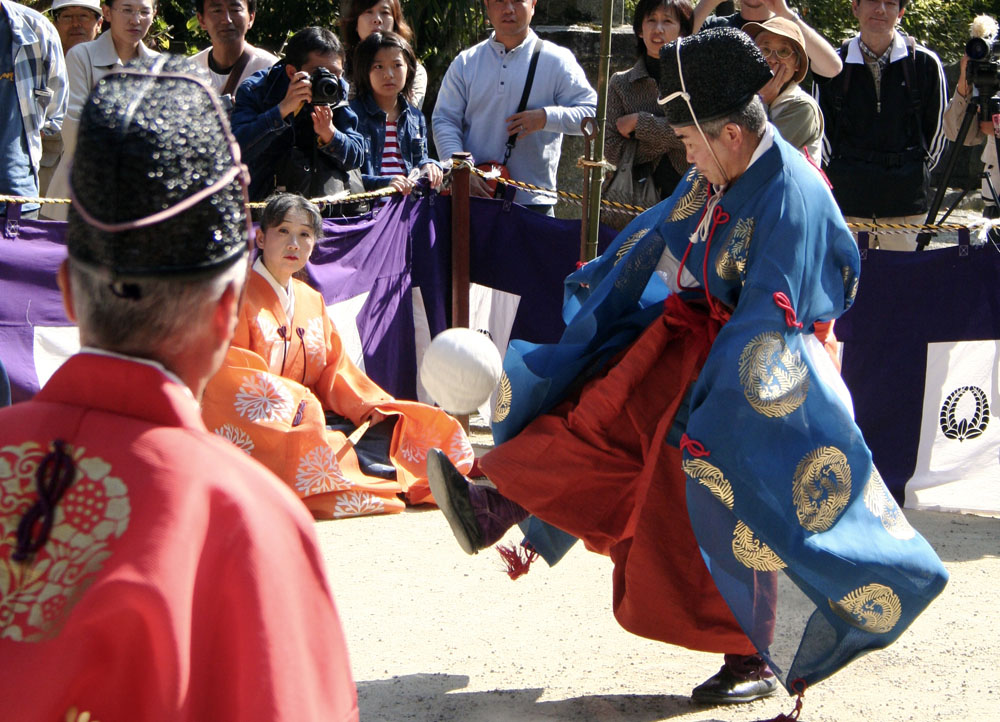
Partit de kemari al Temple Tanzan

Kemari (蹴鞠), també anomenat Kenatt, és el nom que rep un joc de pilota que es practica en Japó des del segle vi.
El kemari va ser creat a partir de l'esport xinès del cuju, que es va introduir al Japó al voltant del 600 dC durant el període Asuka. Els caràcters per al kemari són els mateixos que per al cuju en xinès. Més tard el tsu chu (cuju) i altres jocs emparentats van perdre la seva popularitat a la Xina i el Sud-est Asiàtic, de manera que només el kemari ha sobreviscut.
És jugat normalment per entre sis a vuit persones, encara que el nombre pot variar de 6 a 12 jugadors anomenats mariashi. El joc consisteix a impedir que la pilota toqui a terra únicament amb l'ajuda dels peus i mitjançant passades a la resta de jugadors. Quan un jugador trepitja la pilota ha de cridar «ariyaaa!» i «ari!» en passar-li la pilota a un altre jugador.
La pilota, anomenada Mari, és una pilota d'entre 23 a 25 cm de diàmetre feta amb cuir de cérvol i farcida de serradures.
La pista de joc rep el nom kikutsubo i té aproximadament 15 m de longitud, encara que la grandària del camp pot variar en funció dels jugadors. El kikutsubo està delimitat per quatre arbres plantats a cada cantonada, tradicionalment aquests arbres són: cirerer, auró, salze i pi, que representen les quatre estacions de l'any.
Es considera que el kemari és de caràcter no competitiu, de manera que no hi ha guanyadors ni perdedors sinó que tots els jugadors col·laboren per mantenir la pilota a l'aire, encara que hi ha discrepàncies i hi ha qui considera que sí que hi havia competició de manera que guanyava l'equip que més tocs aconseguís. Sí que se sap amb certesa però, que els bons equips o jugadors de kemari eren recompensats amb regals i favors per part de l'emperador.
Inicialment el kemari va ser jugat per l'aristocràcia però entre els segles x al xvi, època d'or per al kemari, el joc es va expandir a totes les classes socials i es va transformar en la inspiració de poetes i escriptors.
Amb el temps el kemari va perdre popularitat en favor d'altres esports tradicionals japonesos, pel que el 1903 l'emperador Meiji va fundar l'«Associació per a la Conservació del kemari» per evitar-ne la desaparició. Actualment el kemari tot just és practicat durant alguns festivals.
El vestit amb què es practica el kemari és conegut com a kariginu. Un vestit de seda popular en l'era Asuka la principal característica són les seves llargues mànigues.